# Stortyskar
Stortyskar (ty. grossdeutsche), Stortyska partiet, kallades i Tyskland efter revolutionen 1848 det politiska parti som eftersträvade samtliga olika tyska rikens förening (även de båda stormakterna Österrike och Preussen) till en enda stat på federalistisk grundval. Dess organ var sedan 1862 den på ett möte i Frankfurt am Main bildade Tyska reformföreningen.